# Isabel Hadfield
Isabel Hodgson Hadfield (29 janvier 1893 - 6 février 1965,) est une chimiste britannique et l'une des premières femmes à être employée comme membre scientifique au sein du département de métallurgie du National Physical Laboratory (NPL),.

## Éducation
Isabel Hadfield est diplômée de l'East London College en 1914, son père y est instituteur. Elle obtient un Mastère en Sciences en 1923 à la suite de son travail dans le département de métallurgie du National Physical Laboratory. 

## Carrière
Isabel Hadfield rejoint le Birmingham Education Council en 1915, pour y enseigner la chimie. En 1917, elle rejoint le NPL en tant qu'assistante junior. Elle est l'une des deux premières femmes au sein du personnel scientifique du département de métallurgie, aux côtés de Marie Gayler (en). Elle a d'abord travaillé aux côtés de M. Murdock pour le bureau indien, sur l'analyse de l'acier. 
Isabel Hadfield a rejoint le NPL pendant la Première Guerre mondiale, à la suite de l'appel de femmes scientifiques. Elle poursuit dans ce département après la guerre. Elle travaille ensuite dans la recherche et les essais sur les problèmes chimiques liés à l'aéronautique avec le Dr Guy Barr, contribuant aux rapports soumis au Comité de Coordination de la Recherche Tissus du DSIR. Ces rapports se concentrant particulièrement dans les effets des traces d'acide et de lumière sur la résistance du coton.
Elle présente un article intitulé Some Chemical Problems in the Cotton Industry à la Conférence internationale des femmes dans la science, l'industrie et le commerce à la British Empire Exhibition le 16 juillet 1925. Cet article est ensuite  publié dans le volume II partie 4 de The Woman Engineer en septembre 1925.
Son travail d'expérimentation avec de très petits échantillons a conduit à sa sélection en 1931 par le Dr C.H. Desch pour développer des méthodes microchimiques au sein du NPL. À la suite de ce travail, elle est active au sein du British Microchemical Club et devient une autorité en microchimie, développant de nouvelles techniques et appareils dans le domaine. Son travail en microchimie l'a amenée à devenir membre du sous-comité de la British Standards Institution contribuant à la production de mises à jour de BS 914: 1940. Son travail comprend des expériences et examens d'appareils en porcelaine, qui étaient alors exclus des standards  existant.
Elle rejoint la Society for Analytical Chemistry, en 1944 et est membre de l'Union nationale des travailleurs scientifiques.
Elle prend sa retraite du NPL en mars 1953, date à laquelle elle occupait le poste de responsable scientifique principal. Elle était particulièrement reconnue au sein du NPL pour sa contribution au bien-être du personnel féminin.